# 🚃
🚃 is een teken uit de Unicode-karakterset dat een 
spoorwegrijtuig voorstelt.  Deze emoji is in 2010 geïntroduceerd met de Unicode 6.0-standaard, als onderdeel van het Unicode blok transport en kaartsymbolen.

## Betekenis

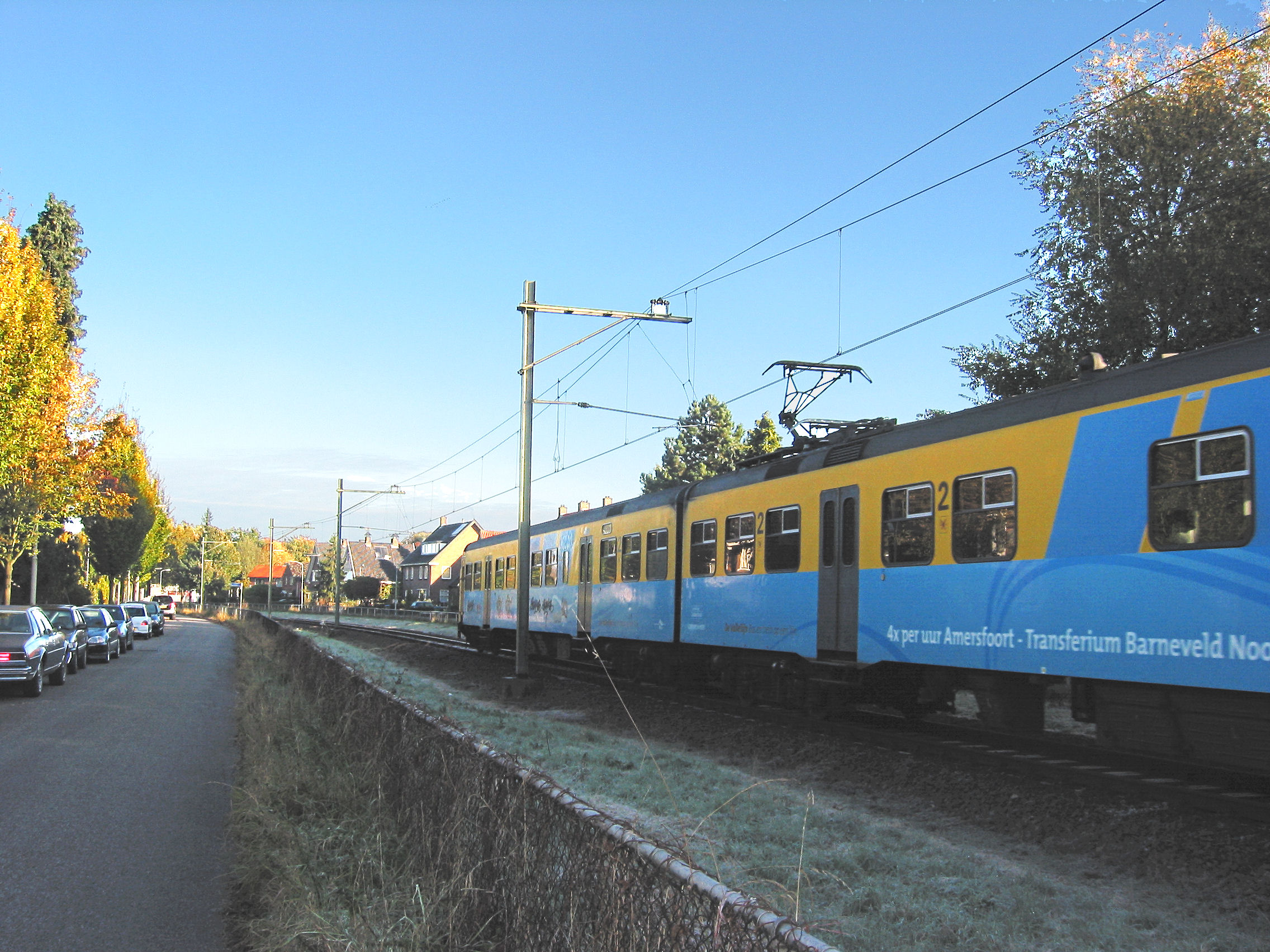
Een rijtuig van een Mat '64 treinstel.

Deze emoji geeft een spoorwegrijtuig weer, in nagenoeg alle implementaties betreft het een passagiersrijtuig. In sommige implementaties wordt het rijtuig weergegeven met een pantograaf, hetgeen verwarring op kan leveren met de karakters 🚋 (tramrijtuig) en 🚎 (trolleybus)

## Codering

De Twemoji-implementatie

### Unicode
In Unicode vindt men 🚃 onder het codepunt U+1F683  (hex).

### HTML
In HTML kan men in hex de volgende code gebruiken: &#x1F683;.

### Shortcode
In software die shortcode ondersteunt zoals Slack en GitHub kan het karakter worden opgeroepen met de code :railway_car:.

### Unicode-annotatie
De Unicode-annotatie voor toepassingen in het Nederlands (bijvoorbeeld een Nederlandstalig smartphonetoetsenbord) is treinwagon. De emoji is ook te vinden met de sleutelwoorden elektrisch, spoor tram  [sic],  trein, trolleybus  [sic]  en wagon .